# Coupe du monde de marche 1975
Navigation
Lugano 1973 Milton Keynes 1977
La 7e édition de la Coupe du monde de marche s'est déroulée les 11 et 12 octobre 1975 dans les rues de Le Grand-Quevilly, en France.

## Tableau des médailles
| Rang | Nation               | Or | Argent | Bronze | Total |
| ---- | -------------------- | -- | ------ | ------ | ----- |
| 1    | Union soviétique     | 2  | 0      | 1      | 3     |
| 2    | Allemagne de l'Est   | 1  | 1      | 1      | 3     |
| 3    | Allemagne de l'Ouest | 0  | 2      | 1      | 3     |
|      | Total                | 3  | 3      | 3      | 9     |

## Podiums

### Hommes
| Épreuve                             | Or                                                        | Argent                                                | Bronze                                               |
| ----------------------------------- | --------------------------------------------------------- | ----------------------------------------------------- | ---------------------------------------------------- |
| 20 km                               | Karl-Heinz Stadtmüller Allemagne de l'Est 1 h 26 min 12 s | Bernd Kannenberg Allemagne de l'Ouest 1 h 26 min 20 s | Peter Frenkel Allemagne de l'Est 1 h 26 min 54 s     |
| 50 km                               | Yevgeniy Lyungin Union soviétique 4 h 03 min 42 s         | Gerhard Weidner Allemagne de l'Ouest 4 h 09 min 58 s  | Vladimir Svechnikov Union soviétique 4 h 11 min 31 s |
| Lugano Trophy - Combiné par équipes | Union soviétique 117 pts                                  | Allemagne de l'Est 105 pts                            | Allemagne de l'Ouest 102 pts                         |

### Femmes
| Épreuve           | Or                               | Argent                           | Bronze                            |
| ----------------- | -------------------------------- | -------------------------------- | --------------------------------- |
| 5 kmi             | Margareta Simu Suède 23 min 40 s | Siv Gustavsson Suède 24 min 34 s | Britt Holmquist Suède 24 min 45 s |
| 5 km par équipesi | Suède 70 pts                     | Royaume-Uni 46 pts               | France 42 pts                     |

i: invitation.